# Westworld
A Westworld egy amerikai televíziós sci-fi, western és thriller sorozat, melyet az HBO mutatott be, alkotói Jonathan Nolan és Lisa Joy. A sorozat az 1973-as Feltámad a vadnyugat című film, valamint annak 1976-os folytatása, az Eljövendő világ újragondolása, melynek írója és rendezője az amerikai Michael Crichton. Az 1980-as években futott rövid életű Beyond Westworld után ez a második televíziós sorozat, amely e két filmet veszi alapul. Nolan és Joy mellett J. J. Abrams, Jerry Weintraub és Bryan Burk szolgálnak vezető producerként. A sorozat próbaepizódját Nolan rendezte. A tíz epizódból álló első évad 2016. október 2-án került bemutatásra. 2016 novemberében az HBO berendelte a szintén tíz epizódból álló második évadot, melyet 2018. április 22-én tűztek képernyőre. 2018. május 1-jén a csatorna berendelte a sorozat harmadik évadját.
A történet Westworldben, egy fiktív világban játszódik, egy technológiailag fejlett vadnyugati témájú vidámparkban, melyet androidok laknak. A Westworld a szórakoztatás legfelsőbb szintjét kínálja a jól fizető vendégeknek, akik kedvük szerint, következmények nélkül cselekedhetnek a park teljes területén anélkül, hogy a látszatra normális emberi életet élő androidok közbeszólnának.
A sorozat debütáló epizódja az HBO legmagasabb nézettségét hozta egy premier sorozatnak a 2014-es A törvény nevében óta. Az HBO saját gyártású műsorai közül a legnézettebb első évada a Westworldnek volt. A sorozat pozitív fogadtatásban részesült a kritikusok felől, akik leginkább a látványt, a történetet és a színészi teljesítményt méltatták.

## Szereplők

### Főszereplők
| Színész              | Szereplő                | Magyar hang        |
| -------------------- | ----------------------- | ------------------ |
| Evan Rachel Wood     | Dolores Abernathy       | Sipos Eszter       |
| Thandiwe Newton      | Maeve Millay            | Németh Borbála     |
| Jeffrey Wright       | Bernard Lowe            | Törköly Levente    |
| James Marsden        | Teddy Flood             | Miller Zoltán      |
| Ingrid Bolsø Berdal  | Armistice               | Csondor Kata       |
| Luke Hemsworth       | Ashley Stubbs           | Géczi Zoltán       |
| Sidse Babett Knudsen | Theresa Cullen          | Kovács Nóra        |
| Simon Quarterman     | Lee Sizemore            | Stohl András       |
| Rodrigo Santoro      | Hector Escaton          | Welker Gábor       |
| Angela Sarafyan      | Clementine Pennyfeather | Nemes Takách Kata  |
| Lili Simmons         | Clementine Pennyfeather | Nemes Takách Kata  |
| Shannon Woodward     | Elsie Hughes            | Kis-Kovács Luca    |
| Ed Harris            | Fekete ruhás férfi      | Epres Attila       |
| Sir Anthony Hopkins  | Robert Ford             | Tordy Géza         |
| Ben Barnes           | Logan Delos             | Fehér Tibor        |
| Clifton Collins Jr.  | Lawrence / El Lazo      | Dolmány Attila     |
| Jimmi Simpson        | William                 | Hevér Gábor        |
| Louis Herthum        | Peter Abernathy         | Rosta Sándor       |
| Bradford Tatum       | Peter Abernathy         | Rosta Sándor       |
| Tessa Thompson       | Charlotte Hale          | Bogdányi Titanilla |
| Talulah Riley        | Angela                  |                    |
| Katja Herbers        | Grace                   |                    |
| Neil Jackson         | Nicholas                |                    |
| Gustaf Skarsgård     | Karl Strand             |                    |
| Fares Fares          | Antoine Costa           |                    |
| Vincent Cassel       |                         |                    |
|                      |                         |                    |

### Visszatérő szereplők
| Színész         | Szereplő       | Magyar hang |
| --------------- | -------------- | ----------- |
| Ptolemy Slocum  | Sylvester      |             |
| Leonardo Nam    | Felix Lutz     |             |
| Oliver Bell     | Robert Ford    |             |
| Jonathan Tucker | Major Craddock |             |
| Betty Gabriel   | Maling         |             |

### Vendégszereplők
| Színész              | Szereplő | Magyar hang |
| -------------------- | -------- | ----------- |
| Lena Georgas         | Lori     |             |
| Currie Graham        | Craig    |             |
| Steven Ogg           | Rebus    |             |
| Michael Wincott      | Bill     |             |
| Eddie Rouse          | Kissy    |             |
| Brian Howe           | Pickett  |             |
| Demetrius Grosse     | Foss     |             |
| Kyle Bornheimer      | Clarence |             |
| Timothy Lee DePriest | Walter   |             |
| Gina Torres          | Lauren   |             |
| Bojana Novakovic     | Marti    |             |

## Epizódok
| Évad | Évad | Részek száma | Részek száma | Eredeti sugárzás  | Eredeti sugárzás    | Magyar sugárzás   | Magyar sugárzás     |
| Évad | Évad | Részek száma | Részek száma | Évadbemutató      | Évadzáró            | Évadbemutató      | Évadzáró            |
| ---- | ---- | ------------ | ------------ | ----------------- | ------------------- | ----------------- | ------------------- |
|      | 1.   | 10           | 10           | 2016. október 2.  | 2016. december 4.   | 2016. október 3.  | 2016. december 5.   |
|      | 2.   | 10           | 10           | 2018. április 22. | 2018. június 24.    | 2018. április 23. | 2018. június 25.    |
|      | 3.   | 8            | 8            | 2020. március 15. | 2020. május 3.      | 2020. március 29. | 2020. augusztus 2.  |
|      | 4.   | 8            | 8            | 2022. június 26.  | 2022. augusztus 14. | 2022. június 27.  | 2022. augusztus 15. |

## Fordítás
- Ez a szócikk részben vagy egészben  a   Westworld (TV series) című angol Wikipédia-szócikk fordításán alapul.  Az eredeti cikk szerkesztőit annak laptörténete sorolja fel. Ez a jelzés csupán a megfogalmazás eredetét és a szerzői jogokat jelzi, nem szolgál a cikkben szereplő információk forrásmegjelöléseként.